# (10637) Heimlich
Pour les articles homonymes, voir Heimlich.
(10637) Heimlich est un astéroïde de la ceinture principale.

## Description
(10637) Heimlich est un astéroïde de la ceinture principale. Il fut découvert par Eric Walter Elst le 26 août 1998 à l'ESO. Il présente une orbite caractérisée par un demi-grand axe de 3,17 UA, une excentricité de 0,02 et une inclinaison de 13,69° par rapport à l'écliptique.
Il fut nommé en hommage au chirurgien américain Henry J. Heimlich, célèbre pour la manœuvre de secourisme qui porte son nom et qui permet de rejeter un objet obstruant la trachée et bloquant la respiration.

## Compléments